# 拟毛毡草
拟毛毡草（学名：Blumea sericans）为菊科艾纳香属的植物。分布在缅甸、中南半岛、印度、台湾岛、印度尼西亚以及中国大陆的浙江、福建、贵州、广东、西南、江西、湖南、广西等地，生长于海拔500米的地区，见于田边、山谷、路旁、荒地或丘陵地带草丛中，目前尚未由人工引种栽培。

## 别名
丝毛艾纳香（植物分类学报）